# Paolo Zantelli
Paolo Zantelli (Colorno, 3 settembre 1965 – Milano, 15 settembre 2013) è stato un pilota motonautico italiano.

## Biografia
Zantelli era il campione italiano considerato il massimo esperto della categoria F2, nonché il più titolato di sempre, con all'attivo ben undici titoli nazionali. Ha corso in F2 per diciassette anni e il suo curriculum vantava di due ori, due argenti e un bronzo ai campionati europei.
Morì all'età di 48 anni, il 15 settembre 2013 all'Idroscalo di Milano, durante una tappa del campionato mondiale F2. Pochi secondi dopo la partenza il suo scafo toccò un altro concorrente, impennadosi in aria senza completare il cosiddetto looping (giro a 360º), seguito da decollo e cappottamento dello scafo.
Era considerato tra i favoriti per la conquista del suo primo titolo essendo, al momento della morte, secondo nella classifica mondiale.